# Alemán central occidental

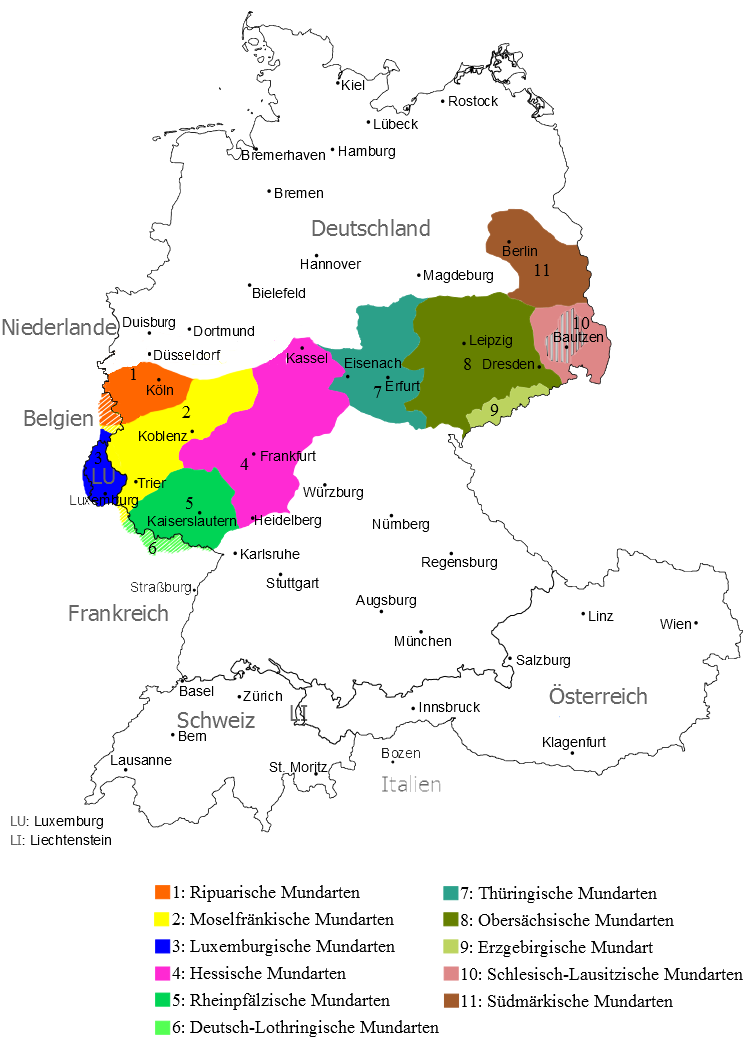
Dialectos del alemán central occidental:
1: Ripuario
2: Fráncico moselano
3: Luxemburgués
4: Hessiano
5: Alemán del Palatinado
6: Fráncico de Lorena

El alemán central occidental (en alemán Westmitteldeutsch) es un grupo dialectal del alemán, hablado en Alemania occidental, en el este de Francia, en el este de Bélgica y en Luxemburgo.
Se divide en dos grupos fundamentales:
- el franconio central (Mittelfränkisch), a su vez dividido en:
  - el ripuario (Ripuarisch), hablado en la zona de Colonia y en el este de Bélgica, con sus variantes:
    - Kölsch (dialecto de Colonia)
    - Öcher Platt (dialecto de Aquisgrán)
    - Eischwiele Platt (dialecto de Eschweiler)
    - Dürener Platt (dialecto de Düren)

  - el moselano (Moselfränkisch), hablado en Renania-Palatinado, en el noroeste de Sarre y en Westfalia (Alemania), en Bélgica y en Luxemburgo;
    - Hunsriqueano
      - Hunsriqueano Riograndense o Suramericano, hablado en los estados meridionales de Brasil, los departamentos sureños de Paraguay y Misiones en Argentina

    - el luxemburgués (Lëtzebuergesch), lengua oficial de Luxemburgo.
- el franconio renano (Rheinfränkisch), a su vez dividido en:
  - el Pfälzisch (dialecto del Palatinado), hablado en Alemania suroccidental;
    - Westpfälzisch
    - Vorderpfälzisch
    - Kurpfälzisch

  - el Hessisch (Hessiano),  hablado sobre todo en Hesse;
    - Südhessisch
    - Nordhessisch
    - Oberhessisch
    - Osthessisch

  - el Lothringer Platt o fráncico de Lorena, hablado en Lorena (Francia).

## Subdivisiones

### Ripuarisch(ripuario)
El Ripuarisch se habla en Colonia y en la Bélgica oriental. En el habla común, el dialecto cambia de nombre según la localidad.
En Bélgica y en los Países Bajos se le considera una subdivisión del limburgués.
Más al norte, en Düsseldorf y en otras localidades se habla un dialecto del bajo franconio, que no obstante pertenece al grupo del bajo alemán, y al sur el moselano.

### Pfälzisch(palatino)
El Pfälzisch se habla en Alemania sur-occidental, más precisamente en los distritos de Rheinhessen-Pfalz y de Saarpfalz-Kreis y en algunas localidades de Hesse y de Baden-Württemberg, cerca de Mannheim.
Algunas variantes de este dialecto son:
- el Vorderpfälzisch, hablado en el Palatinado (sobre todo en Ludwigshafen);
- el Westpfälzisch, hablado en el Saarpfalz-Kreis);
- el Kurpfälzisch, hablado en Mannheim y otras localidades de Hesse y de Baden-Württemberg;

### Hessisch(hessiano)
El Hessisch se habla sobre todo en Hesse (región de la cual toma su nombre) y en algunas zonas limítrofes de Baviera.
Algunas variantes de este dialecto son:
- el Südhessisch (hessiano meridional), en la zona de Darmstadt;
- el Mittelhessisch (hessiano central), en los alrededores de Marburgo;
- el Nordhessisch, en el distrito de Kassel;
- el Osthessisch (hessiano oriental), en el distrito de Fulda.

### Lothringer Platt(fráncico lorenés)
El Lothringer Platt se habla principalmente en Lorena (Francia), en particular en las zonas limítrofes con la ciudad alemana de Saarbrücken. El Lothringer Platt se habla en particular en Sarreguemines, Forbach y sus alrededores.

### Variantes habladas en América
El Riograndenser Hunsrückisch es la principal variante hablada en Brasil, sobre todo en el área meridional.
En el estado de Iowa (Estados Unidos) se habla una variante del Hessisch, el Kolonie-Deutsch.
También forma parte de este grupo el alemán de Pensilvania.

## Características

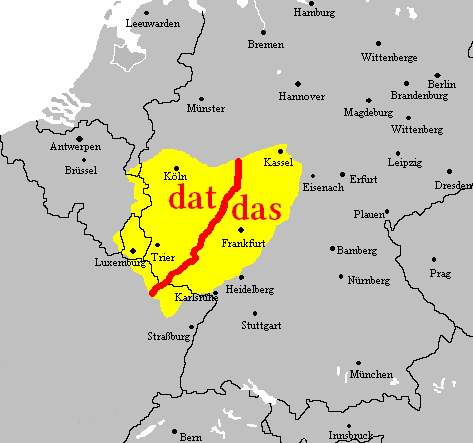
Recorrido de la línea de Sankt Goar en el área lingüística del alemán central occidental

Una característica de todos los dialectos centrales occidentales es que no han realizado en su totalidad la segunda mutación consonántica. Así, en estos dialectos la palabra en alemán estándar Apfel ("manzana") se pronuncia Appel, y Pfarrer (pastor) se pronuncia Parre(r). En los dialectos del fráncico central (hablados en la zona de Tréveris y Colonia), las palabras das y es ("que", "ello") se pronuncian dat y et, como en el bajo fráncico. En cambio, al sur de línea de Sankt Goar o línea dat/das (hessiano, palatino) se pronuncia das y es.
Por su parte, los dialectos del alto fráncico, al sur de la línea de Espira o línea Appel/Apfel, han experimentado completamente la segunda mutación consonántica ("Apfel"), y por ello se suelen clasificar dentro del grupo altogermánico superior. El desarrollo de las características de la segunda mutación consonántica es muy diferente en cada dialecto, por lo que el ámbito territorial del alemán central occidental está atravesado por una serie de isoglosas que reciben el nombre de Rheinischer Fächer ("abanico renano").